# Кобелев, Леонид Яковлевич
Леонид Яковлевич Кобелев (14 августа 1925, Камышлов—10 июля 2005, Екатеринбург) — советский и российский учёный-физик и педагог, доктор физико-математических наук (1969), профессор (1970), почётный профессор УрГУ (1998). Заслуженный деятель науки Российской Федерации (1996).

## Биография
Родился 14 августа 1925 года в городе Свердловске.
25 мая 1943 года, в возрасте семнадцати лет, был призван в ряды Рабоче-крестьянской Красной армии и направлен в действующую армию на фронт. Участник Великой Отечественной войны в составе отдельной роты противотанковых орудий 20-й мотострелковой бригады. 26 декабря 1943 года Указом Президиума Верховного Совета СССР был награждён Орденом Красной Звезды «за проявленные мужество и отвагу по уничтожению немецких захватчиков и его техники в боях за село Чиповый 21 декабря 1943 года уничтожил один гитлеровский танк типа Pz.Kpfw. III и огнём из автомата истребил семь пехотинцев, в этом бою получил тяжёлое ранение».
В 1945 году окончил среднюю школу и получил среднее образование. С 1945 по 1950 годы проходил обучение на физико-математическом факультете Уральского государственного университета. С 1950 по 1953 годы обучался в аспирантуре Московского государственного университета.
С 1953 года на педагогической работе в Уральском государственном университете — ассистент кафедры экспериментальной физики в 1958 году , старший преподаватель, доцент, с 1967 по 1982 годы — заведующий кафедрой общей физики, Л. Я. Кобелев был создателем на своей кафедре новой специализации — физике низких температур, преобразованной в 1982 году в отдельную кафедру. С 1982 по 1993 год организатор и бессменный заведующий кафедрой физики низких температур, на протяжении одиннадцати лет, кафедра занималась изучением свойств синтеза и исследования высокотемпературных сверхпроводников, комплексными исследованиями в области многокомпонентных соединений — низкотемпературных твёрдых электролитов, а также свойств твёрдых тел при высоких давлениях, интенсивных тепловых нагрузках и низких температурах.
В 1961 году защитил диссертацию на соискание учёной степени кандидата физико-математических наук на тему: «Некоторые вопросы системы взаимодействующих частиц», в 1969 году — доктор физико-математических наук на тему: «Метод континуальных интегралов в статической физике», в 1970 году присвоено учёное звание — профессор.
Автор более ста сорока научных работ, под его руководством было подготовлено более двадцати кандидатов и докторов наук. Л. Я. Кобелев занимался исследованиями в области теоретической физики и фундаментальными исследованиями связанными с теорией элементарных частиц, биофизики, развитием метода интегрирования по траекториям и физикохимии полимеров, в чём достиг значительных результатов.
В 1996 году Указом Президента России Л. Я. Кобелеву присвоено почётное звание — Заслуженный деятель науки Российской Федерации, в 1998 году за заслуги перед Уральским государственным университетом было присвоено звание — Почётный профессор УрГУ.
Скончался 10 июля 2005 года в Свердловске. Похоронен на Ивановском кладбище (Екатеринбург).

## Награды
- Орден Отечественной войны I степени (06.04.1985[8])
- Орден Красной Звезды (26.12.1943[2])
- Медаль «За победу над Германией в Великой Отечественной войне 1941—1945 гг.»

### Звания
- Заслуженный деятель науки Российской Федерации (24 июля 1995[3][4])